# Крутое (Елецкий район)
Круто́е — село Волчанского сельсовета Елецкого района Липецкой области, в 12 км к юго-западу от города Ельца. Имеет 6 улиц и 1 переулок: Коллективная, Новоселов, Промышленная, Сельская, Транспортная, Южная и Рабочий переулок.

## История
Возникло, видимо, в конце XVI в. В документах 1620 г. о нем говорится: «Село Козмодемьянское, что была деревня Крутая Вышняя, Карташовка тож».

## Название
Название — по местоположению в котловине с крутыми склонами.

## Население
| 2010 |
| ---- |
| 216  |